# Floreffe
Floreffe (in vallone Florefe) è un comune belga di 7 506 abitanti situato nella provincia vallona di Namur.

## Amministrazione

### Gemellaggi
- Prata di Pordenone[1]